# 高橋守雄

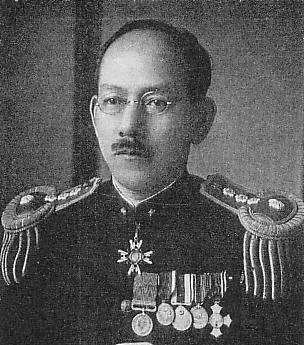
警視総監在任中の高橋守雄

高橋 守雄（たかはし もりお、1883年（明治16年）1月1日 - 1957年（昭和32年）5月6日）は、日本の内務官僚である。警視総監。

## 来歴
熊本県上益城郡浜町（現山都町）に生まれる。熊本士族・高橋彌八郎の長男。
済々黌、旧制七高造士館を経て1908年に東京帝国大学法科大学を卒業し、高等文官試験に合格。翌年内務省に入り、警視庁警視となる。1910年、家督を相続する。
その後、石川県事務官・警察部長、岐阜県警察部長、新潟県警察部長、新潟県内務部長、京都府内務部長、内務監察官等を経て、1922年に第7代熊本市長となった。熊本市長時代には、市内の近代化を推進し、上水道や市電の整備、旧十三連隊跡の市街地編入の三大事業を完成させた。
その後も順調に昇進を続け、滋賀県知事、長野県知事、兵庫県知事、台湾総督府総務長官等を歴任した。そして、1931年、第34代警視総監に就任。
東京市内において前例のない規模の暴力団員らの摘発を指示し、その陣頭指揮をとった。
退官後は熊本に帰り、1941年東洋語学専門学校理事、戦後は同校長となっている。同校は1950年、熊本短期大学となり、1954年4年制度の熊本商科大学を開校させ、初代学長になっている。同校は現在熊本学園大学となった。
1957年に死去した。

## 人物

### 人柄
熊本市は高橋の功績を讃え、熊本市名誉市民とした。また、熊本県近代文化功労者にもなっている。
趣味は打球。宗教は日蓮宗。住所は熊本市北坪井町、東京目黒区上目黒。

### 龍田寮事件解決に貢献
ハンセン病患者の子弟の通学問題でこじれた龍田寮事件（黒髪校事件ともいう）を解決するために、ハンセン病患者の子弟3人を自宅に引き取り、問題の解決に大いに貢献した。

## 備考
- 熊本城の近くにある「高橋公園」は、市の近代化に功績のあった彼の名からつけられたものである。
- 熊本学園大学には彼を記念とした「高橋守雄記念ホール」がある。

## 栄典
- 1927年6月1日 - 紺綬褒章[8]
  - 1925年10月、熊本市教育振興資金として金1万5千円を寄付する[8]。

## 家族・親族
高橋家
- 父・彌八郎（熊本県士族）[5]
- 母・キツ（1859年 - ?、熊本士族、渡邊源内の四女）[5]
- 妻・雅（1888年 - ?、東京士族、松南千秋の妹）[5]
- 男・時中（1911年 - ?、銀行員）[6]
- 男・通敏（1914年 - 1989年、外務省勤務）[6]
  - 同妻（大阪、新田宗一の二女）[6]
- 女（1917年 - ?）[6]
- 男（1919年 - ?）[6]

親戚
- 国塩耕一郎（官僚）
- 新田宗一（実業家） - 新田帯革製造所（現・ニッタ）会長[4]。二男の妻の父。